# Phyllonorycter cephalariae
Phyllonorycter cephalariae is een vlinder uit de familie mineermotten (Gracillariidae). De wetenschappelijke naam is voor het eerst geldig gepubliceerd in 1934 door Lhomme.
De soort komt voor in Europa.